# 合戦場駅

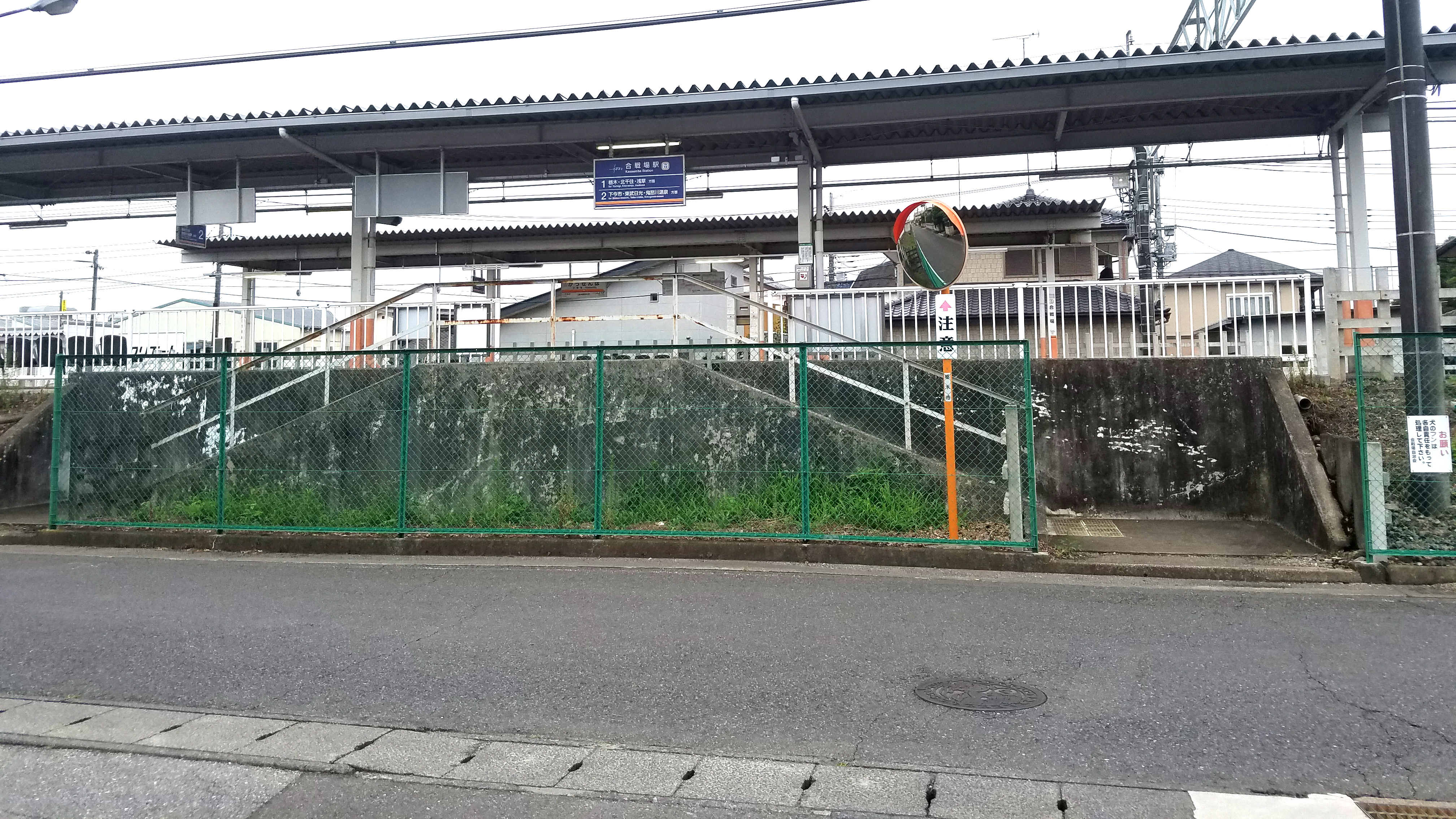
西口（2021年8月）

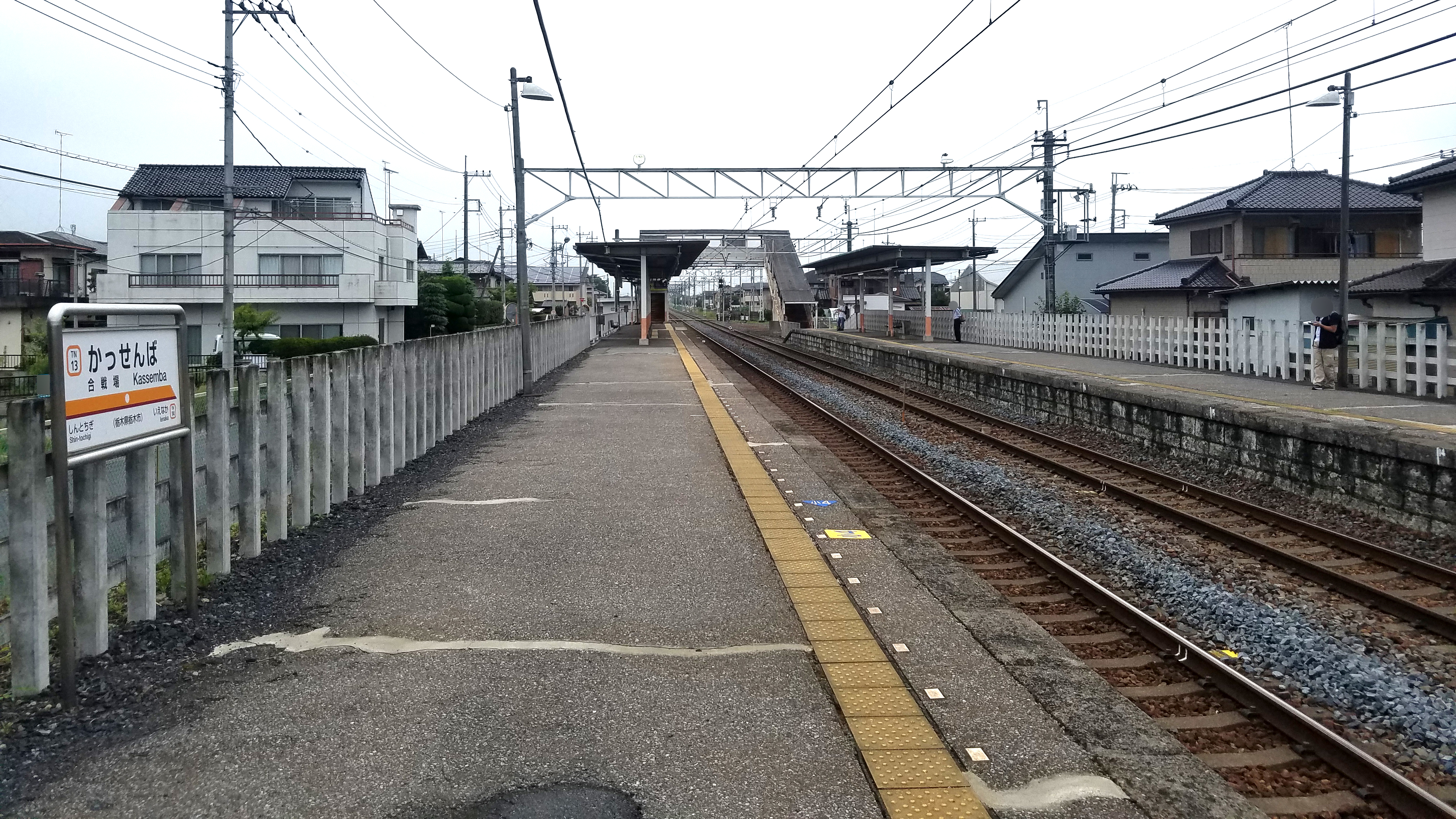
ホーム（2021年8月）

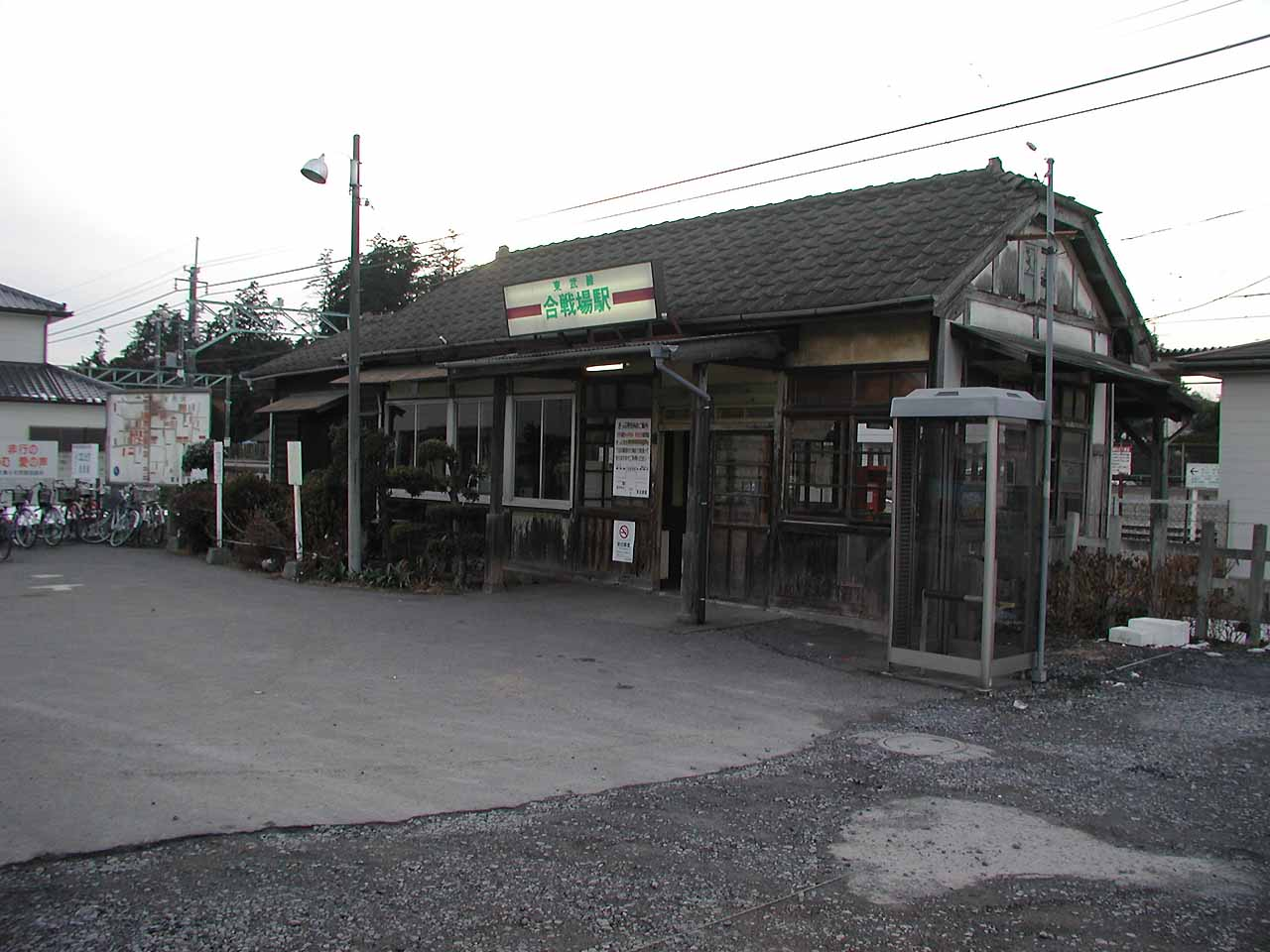
旧駅舎（2001年1月）

合戦場駅（かっせんばえき）は、栃木県栃木市都賀町合戦場にある東武鉄道日光線の駅である。駅番号はTN 13。

## 歴史
- 1929年（昭和4年）4月1日 - 杉戸駅（現・東武動物公園駅）から新鹿沼駅まで開通と同時に開業[1]。
- 1943年（昭和18年）1月19日 - 不要不急線として、当駅 - 東武日光間を単線化。
- 1973年（昭和48年）
  - 7月20日 - 当駅 - 新鹿沼間を再度複線化。日光線全線が複線となる。
  - 9月1日 - 駅無人化（簡易委託開始）。
- 2006年（平成18年）3月18日 - ホームを南側に延伸、有効長を4両編成対応から6両編成対応とする。
- 2007年（平成19年）5月 - 新駅舎供用開始。その後開業以来の木造駅舎は解体。
- 2012年（平成24年）3月17日 - TN 13の駅ナンバリングを導入。

### 駅名の由来
1523年（大永3年）に宇都宮忠綱と皆川宗成両軍が当地で合戦をした河原田合戦に由来する。

## 駅構造
相対式ホーム2面2線を有する地上駅。駅舎は浅草方面ホーム側にあり、東武日光方面ホームとは跨線橋により連絡している。東武日光方面ホーム側にも出入口がある。
無人駅となっている。かつては簡易委託駅で、乗車券は駅前の自転車預かり所で発売されていたが、2022年3月で終了。乗車駅証明書発行機、IC乗車券用の簡易改札機設置。

### のりば
| 番線 | 路線   | 方向 | 行先         |
| ---- | ------ | ---- | ------------ |
| 1    | 日光線 | 上り | 浅草方面     |
| 2    | 日光線 | 下り | 東武日光方面 |

- 上記の路線名は旅客案内上の名称で表記している。

## 利用状況
2024年度の1日平均乗降人員は300人である。
近年の1日平均乗降人員の推移は下表の通り。
| 年度               | 1日平均 乗降人員 | 出典       |
| ------------------ | ---------------- | ---------- |
| 2000年（平成12年） | 297              |            |
| 2001年（平成13年） | 264              |            |
| 2002年（平成14年） | 259              |            |
| 2003年（平成15年） | 258              |            |
| 2004年（平成16年） | 271              |            |
| 2005年（平成17年） | 227              |            |
| 2006年（平成18年） | 233              |            |
| 2007年（平成19年） | 242              |            |
| 2008年（平成20年） | 300              |            |
| 2009年（平成21年） | 286              |            |
| 2010年（平成22年） | 268              |            |
| 2011年（平成23年） | 293              |            |
| 2012年（平成24年） | 306              |            |
| 2013年（平成25年） | 305              |            |
| 2014年（平成26年） | 303              |            |
| 2015年（平成27年） | 298              |            |
| 2016年（平成28年） | 322              |            |
| 2017年（平成29年） | 344              |            |
| 2018年（平成30年） | 355              |            |
| 2019年（令和元年） | 347              |            |
| 2020年（令和02年） | 269              | [ 東武 3 ] |
| 2021年（令和03年） | 256              | [ 東武 4 ] |
| 2022年（令和04年） | 305              | [ 東武 5 ] |
| 2023年（令和05年） | 316              | [ 東武 6 ] |
| 2024年（令和06年） | 300              | [ 東武 1 ] |

## 駅周辺
- 合戦場郵便局
- 栃木市立合戦場小学校
- 栃木県南自動車学校
- グリーンテニスクラブ
- 磐根神社
- ふれあいバス「合戦場郵便局前」停留所
- たいらや 栃木都賀店
- ヤオハン 川原田店

## 隣の駅
東武鉄道
 日光線
■急行
通過
■普通
新栃木駅 (TN 12) - 合戦場駅 (TN 13) - 家中駅 (TN 14)